# Марченко Кирило Андрійович
Кирило Андрійович Марченко (21 січня 1991 - 29 березня 2022) — сержант окремого загону спеціального призначення "Азов", який відзначився під час російського вторгнення в Україну.

## Життєпис
Кирило Марченко народився 21 січня 1991 року в місті Сніжне Донецької області. Навчався у школі №7 м. Сніжного. В 2003 році разом з сім’єю переїхав до Маріуполя, а після цього вступив до Донецького інститут туристичного бізнесу (ДТБ). З дитинства любив грати в футбол, в шкільні та студентські часи приймав участі в змаганнях та був гарним воротарем. Цікавився географією, історією Першої та Другої світових війн, але найбільше любив спостерігати за футбольними матчами.
У 2008 році Кирило прийшов на фанатську трибуну головної команди рідного міста футбольного клубу "Металург". Активно підтримував команду на домашнього стадіоні, а також об'їздив за командою фактично всю країну. В 2012-13 роках зробив "Золотий сезон", що був останнім повноцінним передвоєнним чемпіонатом. За спогадами одноклубників, був справжнім фанатом, намагався відвідувати кожен виїзний матч, дістаючись місця потягами та електричками. Їздив вболівати також і на єврокубки, і за збірну України. 
З футбольних часів походить позивний Кирила — «Прайд», що в перекладі з англійської означає гордий.  Був одним із засновників молодого навколофутбольного колективу «Юність». Коли в 2014 почалася війна на сході України, став на захист своєї землі від окупантів. У вересні того ж року, разом зі своїми побратимами з «Юності», майже у повному складі вступили до лав батальйону «Азов» де прослужив до 2022 року. У 2015 році брав участь у Широкинській операції, штурмував сепаратистські блок-пости, воював поруч з братом Миколою. 
Після початку повномасштабної війни Кирило дзвонив братові не часто, оскільки зв'язку в Маріуполі в той час майже не було через повне оточення. Брату Кирило без страху розповідав, що "Чечня відпочиває" в порівнянні з тим, що творили російські окупаційні війська в Маріуполі. "Безліч померлих цивільних лежать на вулицях і ніхто їх не забирає, постійні авіа та артилерійські обстріли, корабельні атаки з моря. Нескінченні атаки орків, які помирали пачками, але все одно лізли".

## Загибель
Кирило Марченко загинув 29 березня 2022 року при виконанні бойового завдання. Він та ще п'ятеро побратимів висунулися щоб замінувати дорогу ТМками. Він викликався до виконання цієї задачі добровільно. В той день бійці потрапили під авіаудар із цими мінами і руках. Відданий фанат з Маріуполя поліг за своє рідне місто, звідки нікуди не хотів їхати. Нагороджений орденом «За мужність» III ступеня (посмертно) .